# Nadbiskupsko sjemenište Zmajević, Zadar
Nadbiskupsko sjemenište Zmajević, rimokatoličko sjemenište u Zadru na Trgu sv. Stošije 2. 
Osnovao ga je nadbiskup Vicko Zmajević kao sjemenište za svećenike glagoljaše. Već 1725. godine pisao je o ideji osnivanja sjemeništa koje će biti namijenjeno obrazovanju ilirskog (odnosno hrvatskog) svećenstva. Ta se zamisao počela ispunjavati 1735., kada je sagrađena zgrada uz nadbiskupsku palaču. Za otvaranje studija nedostajalo je novca. Otvaranje Zmajević nije doživio, te je Zmajevićevu zamisao dovršio nasljednik Splićanin Mate Karaman, koji je 1. svibnja 1748. otvario zadarsko ilirsko sjemenište (Collegium Illiricum). 
Otvorio ga je 1. svibnja 1748. Mate Karaman koji je Zmajevića naslijedio na nadbiskupskoj stolici.

## Vanjske poveznice
- Arhiv službenih stranica